# Neotrichus lanyuensis
Neotrichus lanyuensis es una especie de coleóptero de la familia Zopheridae.

## Distribución geográfica
Habita en Taiwán.